# Аллуез
Аллуез (англ. Allouez) — посёлок в США, в округе Браун штата Висконсин. По состоянию на 2010 год, население составляло 13 975 человек.

## География

### Местоположение
Посёлок Аллуез расположен в округе Браун в штате Висконсин. Он имеет границу с городом Грин-Бей на севере, посёлком Ашваубенон на западе, городом Ди-Пер на юге и посёлком Бельвью на востоке. Площадь населённого пункта составляет 13,34 км2, из которых 1,41 км2 припадает на водоёмы.

### Почва
В основном почва представлена иловыми суглинками, глинистыми суглинками, илисто-глинистыми суглинками и разными типами пещаных суглинков. Иловые суглинки как в Ошкоше составляют большую часть почвы посёлка, на них приходится 28% всей земли. На иловые суглинки по типу тех, что в Кавани, припадает 23% всей территории.

### Гидрология
Территория Аллуеза сформировалась в результате ледниковой деятельности. На западе города протекает по ледниковой впадине к городу Грин-Бей с севера на юг река Фокс, формируя западную границу посёлка. Исторически эта речка имела проблемы с чистотой, однако в результате усилий по её очистки возобновились такие отрасли, как рыболовля и туризм.
В восточной части населённого пункта протекает на север река Ист и приблизительно в 2,5 километрах к северу от Аллуеза впадает в реку Фокс. Она же формирует восточную границу посёлка. Река Ист была популярным местом для отдыха, однако из-за загрязнения её популярность упала и с 1986 года её пытаются очистить.
В посёлке есть экологически чувствительные районы, состоящие из ручьёв, болот, озёр и неосвоенных территорий. Правила штата обязывают защищать эти районы от загрязнения, запрещая использовать их, например, для канализации. Такие районы занимают около 20% Аллуеза.

## История
Коренными жителями Аллуеза являются выходцы из племени виннебаго. Датой открытия современной территории посёлка для европейцев является 1634, когда Жан Николе высадился на берегу озера Мичиган в районе современного города Грин-Бей. В 1671 году появляются первые зарегистрированные европейцы. Тогда же один из них, священник из ордена иезуитов отец Клод-Жан Аллуез, в честь которого потом был назван посёлок, основывает первую постоянную миссионерскую миссию в районе города Ди-Пер.
Первая миссионерская школа Епископальной церкви для коренных американцев была построена в XIX веке. В 1856 году основывается город Бельвью, который включал и территорию Аллуеза, однако через 18 лет последний отделяется и становится городом. Вскоре тут строится первая государственная школа. К концу десятилетия развиваются такие отрасли, как пивоварение и судостроение, а к концу века тут действует кирпичный завод.
Чтобы город развивался, в 1924 году его подключают к водоснабжению. Аллуез разрастается. Чтобы лучше предоставлять услуги и предотвратить поглощение города соседними Грин-Беем и Ди-Пером, Аллуез меняет свой статус с города на посёлок.

## Население
| 1930  | 1940  | 1950  | 1960  | 1970   | 1980   | 1990   | 2000   | 2010   |
| 2 621 | 3 561 | 5 315 | 9 577 | 13 753 | 14 882 | 14 431 | 15 443 | 13 975 |

Согласно переписи 2010 года, в Аллуезе женщины составляли 48%, хотя во всём Висконсине они составляют 50,4% от всего населения.
Тогда же средний возраст жителей составлял 41 год, хотя в 2000 году этот показатель составлял 37,6 лет и 34,8 в 1990. Граждане, которым менее 19 лет, составляли 22,6% населения, 16,7% составляли люди, старше 65 лет, а трудоспособного населения, соответственно, было 60,7%. То есть, за десять лет часть детей, младше 19 лет, сократилась на 17%, доля трудоспособного населения уменьшилась на 9,3%, а количество пожилых людей увеличилось на 2%.
В 2010 году в посёлке 89,7% населения составляют белые, 5% — чернокожие, 2,8% — латиноамериканцы, 1,8% — азиаты, а доля коренных жителей составляет 1%.
Жители Аллуеза хорошо образованы: процент жителей со степенью магистра или бакалавра составляет 29%, что на 12% больше, чем во всём штате. Соответственно, доход тоже будет высоким: скорректированный валовый доход составлял 58 105$, что намного выше, чем в округе Браун или во всём штате Висконсин.
Большинство населения (26,3%) занято в сфере образования, здравоохранения или услуг, 13% заняты в торговле, 11,6% — производстве.